# Micronelima brevipes
Micronelima brevipes is een hooiwagen uit de familie Sclerosomatidae.